# Stavru Dimu
Stavru Dimu a fost un politician basarabean, primar al Chișinăului între 1831 și 1833.

## Biografie
Stavru Dimu provenea dintr-o familie de basarabeni de origine grecească.
În 1819, în Chișinău, a fost înființată o magistratură pentru soluționarea problemelor administrativ-juridice, condusă de un burgmeister și doi ratmani. Primul burgmeister a devenit Stavru Dimu.
În 1831 Stavru Dimu a devenit primar al Chișinăului, înlocuindu-l în funcție pe Dimitrie Lovcinski.
În perioada în care Dimu a fost primar, în centrul Chișinăului a început construcția Catedralei „Nașterea Domnului”.
În 1833 Stavru Dimu a fost înlocuit în funcția de primar al Chișinăului de același Dimitrie Lovcinski pe care el îl înlocuise anterior.